# Nia Misikea
Misinia Billy Tui Misikea, detto Nia (Auckland, 27 dicembre 1993), è un giavellottista neozelandese, rappresentante nelle manifestazioni internazionali dello stato insulare di Niue.
Ha rappresentato lo stato associato alla Nuova Zelanda in occasione di due edizioni dei Giochi del Commonwealth.

## Palmarès
| Anno | Manifestazione           | Sede       | Evento                 | Risultato | Prestazione | Note             |
| ---- | ------------------------ | ---------- | ---------------------- | --------- | ----------- | ---------------- |
| 2014 | Giochi del Commonwealth  | Glasgow    | Lancio del giavellotto | 22º (q)   | 47,95 m     |                  |
| 2017 | Mini-Giochi del Pacifico | Port Vila  | Lancio del giavellotto | 6º        | 53,91 m     | Record nazionale |
| 2017 | Mini-Giochi del Pacifico | Port Vila  | Getto del peso         | 7º        | 11,55 m     |                  |
| 2017 | Mini-Giochi del Pacifico | Port Vila  | Lancio del disco       | 10º       | 31,04 m     |                  |
| 2018 | Giochi del Commonwealth  | Gold Coast | Lancio del giavellotto | 23º (q)   | 47,73 m     |                  |
| 2018 | Giochi del Commonwealth  | Gold Coast | Getto del peso         | 15º (q)   | 12,13 m     | Record nazionale |